# 新日本フィルハーモニー交響楽団
公益財団法人新日本フィルハーモニー交響楽団（しんにほんフィルハーモニーこうきょうがくだん、New Japan Philharmonic）は、日本のオーケストラ。日本オーケストラ連盟正会員。

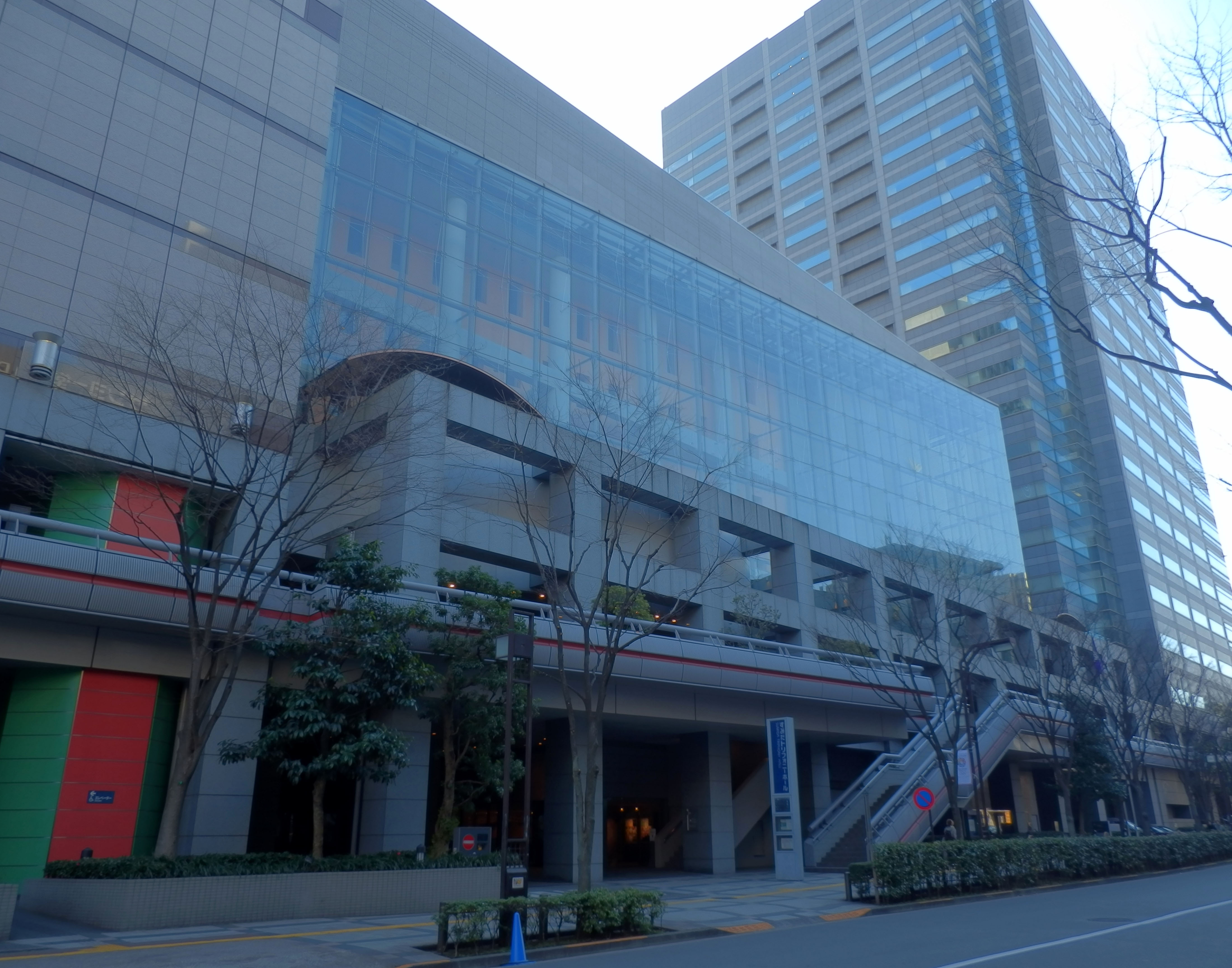
本拠地であるすみだトリフォニーホールの外観。

## 概要
1969年、文化放送とフジテレビが、自社で運営していた日本フィルハーモニー交響楽団の解散を通告した。その際に楽員の3分の2は日本フィルに残り日フィル争議を起こしたが、退団した楽員と小澤征爾・山本直純らは、新たに自主運営のオーケストラを1972年に設立した。これが新日本フィルハーモニー交響楽団である。
1997年、東京都墨田区とフランチャイズ契約を結んだ。同年墨田区に完成したすみだトリフォニーホールを利用し、本番と同じ環境で練習を行うことができている。1999年、小澤征爾が桂冠名誉指揮者に就任。2012年4月2日、公益財団法人に移行した。

## 指揮者
- 音楽監督 - 佐渡裕
- 桂冠名誉指揮者 - 小澤征爾
- ミュージック・アドヴァイザー - ゲルハルト・ボッセ
- 永久指揮者 - 齋藤秀雄
- フレンド・オヴ・セイジ - ムスティスラフ・ロストロポーヴィチ（2007年4月27日死去）

過去には、朝比奈隆、山本直純、宇宿允人も指揮者、顧問として加わっていた。

## コンサートマスター
- 桂冠名誉コンサートマスター - 豊嶋泰嗣
- ソロ・コンサートマスター - 崔文洙
- コンサートマスター - 西江辰郎
- 特任コンサートマスター - 伝田正秀

## 演奏会

### 定期演奏会
- トリフォニーホール・シリーズ ＜旧：TOPAZ（トパーズ）＞
  - サントリーホール・シリーズと同じプログラム、新日本フィルの得意とするチャレンジングなプログラムや深い芸術性を感じていただけるシリーズ
  - 年間プログラム数7回（すみだトリフォニーホール）
- サントリーホール・シリーズ　＜旧：JADE（ジェイド）＞
  - トリフォニーホール・シリーズと同じプログラム、新日本フィルの得意とするチャレンジングなプログラムや深い芸術性を感じていただけるシリーズ
  - 年間プログラム数7回（サントリーホール）
- すみだクラシックへの扉 ＜旧：RUBY（ルビー）＞
  - よく知られた名曲を中心に、クラシック音楽の魅力を広く伝えていくシリーズ
  - 年間プログラム数8回、演奏会回数16回（すみだトリフォニーホール）

### 特別演奏会
- SAPPIRE（サファイア）＜横浜みなとみらいシリーズ＞
  - 年間プログラム数3回（「ジェイド」シリーズと同じプログラム）、演奏会回数3回（横浜みなとみらいホール）
- ベートーヴェン「第九」演奏会（すみだトリフォニーホール1回、Bunkamuraオーチャードホール1回、サントリーホール1回）
- 年越しコンサート（すみだトリフォニーホール）
- ニューイヤーコンサート（すみだトリフォニーホール）

### その他の演奏会
- 室内楽シリーズ
- 多摩定期演奏会（パルテノン多摩主催）
- 1974年、第29回国連の日を記念してニューヨークの国連総会議場で桐朋管弦楽団とともにコンサートを実施[1]。
- 2001年、イングヴェイ・マルムスティーンと共演。
- 2005年、音楽監督クリスティアン・アルミンクのもと、ベートーヴェンのオペラ『レオノーレ』（『フィデリオ』の第1稿）を日本初演（演奏会形式）。
- 2011年3月11日、東日本大震災の交通途絶と余震の中、すみだトリフォニーホールにおいて指揮ハーディングのもと、マーラーの交響曲第5番を演奏した。観客は105名であった[2][3][4][5]。

## サウンドトラック

### 映画音楽
- 火の鳥（1978年 東宝、火の鳥プロダクション、音楽：ミシェル・ルグラン）
- 影武者（1980年 黒澤明監督作品 音楽：池辺晋一郎 指揮：佐藤功太郎）
- 連合艦隊（1981年 東宝、音楽：服部克久）
- わが青春のアルカディア（1982年 東映、音楽：木森敏之、指揮：熊谷弘）
- FUTURE WAR 198X年（1982年 東映、音楽：横山菁児 指揮：熊谷弘）
- 帝都物語（1988年 東宝、音楽：石井眞木、指揮：大友直人）
- ウルトラQ ザ・ムービー 星の伝説（1990年 松竹、セガ・エンタープライゼス、東北新社、円谷映像、音楽：石井眞木）
- 川の流れのように（2000年 東宝、音楽：久石譲、指揮：熊谷弘）
- BROTHER（2001年 松竹、音楽・指揮：久石譲）
- 千と千尋の神隠し（2001年 東宝、音楽・指揮・ピアノ：久石譲）
- Quartet カルテット（2001年 ソニー・ピクチャーズ エンタテインメント、音楽：久石譲）
- めいとこねこバス（2002年 三鷹の森ジブリ美術館短編映画、音楽・指揮：久石譲）
- ゴジラ×モスラ×メカゴジラ 東京SOS（2003年東宝、音楽：大島ミチル）
- ハウルの動く城（2004年 東宝、音楽・指揮・ピアノ：久石譲）
- 崖の上のポニョ（2008年 東宝、音楽・指揮・ピアノ：久石譲）

### テレビ
- 超人機メタルダー（『交響組曲 超人機メタルダー』）-（1987年、東映、音楽：横山青児 指揮：熊谷弘）
- 太王四神記（2007年、音楽・指揮・ピアノ：久石譲）

### OVA
- 銀河英雄伝説（1988年） - 一部BGM

### ゲームミュージック
- 鬼武者（2001年、音楽：新垣隆 指揮：新垣隆 副指揮：小内將人）
- テイルズ オブ レジェンディア（2005年、音楽：椎名豪 指揮：竹本泰蔵） - ナムコ（現・バンダイナムコゲームス）
- 天外魔境III NAMIDA（2005年、音楽：加藤和彦 指揮：佐渡裕）

### アレンジアルバム
- 交響詩ガンダム（1981年、音楽：渡辺岳夫、松山祐士）
- 管弦楽と室内楽による組曲 アルプスの少女ハイジ（1982年、音楽：渡辺岳夫、冬木透）
- 交響組曲アリオン（1986年、音楽：久石譲）
- バイオハザード オーケストラアルバム（1999年） - カプコン

## 新日本フィル・ワールド・ドリーム・オーケストラ
新日本フィル・ワールド・ドリーム・オーケストラは、2004年夏に久石譲と共同で結成された新プロジェクトで、初代音楽監督に久石が就任した。スタートにあたって久石はテーマ曲「World Dreams」を書き下ろした。ジャンルとしてはポップスオーケストラに分類されるが、「世界中には良い曲がたくさんある。ジャンルにとらわれず世の中に伝えて行こう」というのが一番のテーマ。
2004年夏にデビューアルバム『WORLD DREAMS』を発表。「ハードボイルドオーケストラ」をテーマに「天空の城ラピュタ」や「HANA-BI」といった久石の楽曲の他に「007のテーマ」、「ピンクパンサーのテーマ」、「スター・ウォーズのテーマ」などの映画音楽を取り上げ、全国9カ所でコンサートを行った。

### 主なコンサート
- 2004年7月19日 - 8月1日：WORLD DREAMS（ゲスト：ティム・モリソン）
ハードボイルドオーケストラをテーマに「天空の城ラピュタ」、「007 Rhapsody」、「スター・ウォーズ」などを主に取り上げた。8月1日は大阪城公園での野外コンサートとなった。
- 2005年8月3日 - 14日：Joe Hisaishi - Symphonic Special 2005
組曲「DEAD」を発表。「交響組曲ハウルの動く城」、「キートンの大列車強盗（上映付き演奏）」などを主に取り上げた。このコンサートでは久石の楽曲のみが演奏され、テーマ曲「World Dreams」は使用されなかった。
- 2005年12月2日 - 6日：12月の恋人たち（ゲスト：レディ・キム (Vo)、リトルキャロル（女声コーラス））
コール・ポーターやフランシス・レイ、ミシェル・ルグラン等によるフランス映画音楽を主に取り上げた。ガーシュウィンの「パリのアメリカ人」やラヴェルの「ボレロ」といったクラシックの曲目も演奏された。
- 2006年8月13日：真夏の夜の悪夢（ゲスト：栗友会合唱団）
すみだトリフォニーホールでの特別公演。サイコホラーナイトをテーマに「サイコ」、「エクソシスト」、「ヒッチコック劇場」のテーマなどを取り上げた。ステージ天井から十字架が舞い降りてくるといった演出もされた。久石自身の楽曲からは「YAMATO組曲」や、「Asian Crisis」、「もののけ姫」組曲を演奏。クラシックの楽曲からはマーラーの交響曲第5番第4楽章や、オルフの「カルミナ・ブラーナ」、ヴェルディの「怒りの日」（「レクイエム」から）、「アヴェ・マリア」が演奏された。
- 2007年8月2日 - 12日：There is the Time（ゲスト：林正子（ソプラノ））
ロックとワーグナーの融合をテーマにした「Rock'n roll Wagnar」や、「24 -TWENTY FOUR-のテーマ」、「パイレーツ・オブ・カリビアンのテーマ」などを主に取り上げた。クラシックの楽曲からは「ニュルンベルクのマイスタージンガー前奏曲」を演奏した。

### ディスコグラフィー

#### CD
- WORLD DREAMS（2004年）
- パリのアメリカ人（2005年）
- 真夏の夜の悪夢（2006年）
- W.D.O.BEST（2007年、過去のアルバムからのベスト盤）
- The End of the World（2016年）
- Symphonic Suite Castle in the Sky（2018年）
- Spirited Away Suite（2019年）
- Symphonic Suite “Kiki’s Delivery Service”（2020年）
- Symphonic Suite “Princess Mononoke”2021（2022年）

#### DVD
- W.D.O.（2006年、過去3回のコンサートの総集編）

## その他の活動
2020年10月4日、中山競馬場で行われた、第54回スプリンターズステークス、同年12月26日に行われた、第37回ホープフルステークスでは、いずれも、東京・中山用GⅠ競走ファンファーレを、後者同日の、第143回農林水産省賞典中山大障害では、障害競走用のGⅠファンファーレを演奏した。